# Меркув
Меркув (пол. Mierków, нім. Merke) — село в Польщі, у гміні Любсько Жарського повіту Любуського воєводства.
Населення — 325 осіб (2011).
У 1975-1998 роках село належало до Зеленогурського воєводства.

## Демографія
Демографічна структура станом на 31 березня 2011 року:
|          | Загалом | Допрацездатний вік | Працездатний вік | Постпрацездатний вік |
| -------- | ------- | ------------------ | ---------------- | -------------------- |
| Чоловіки | 164     | 26                 | 124              | 14                   |
| Жінки    | 161     | 35                 | 90               | 36                   |
| Разом    | 325     | 61                 | 214              | 50                   |